# Mount Arthur (Neuseeland)

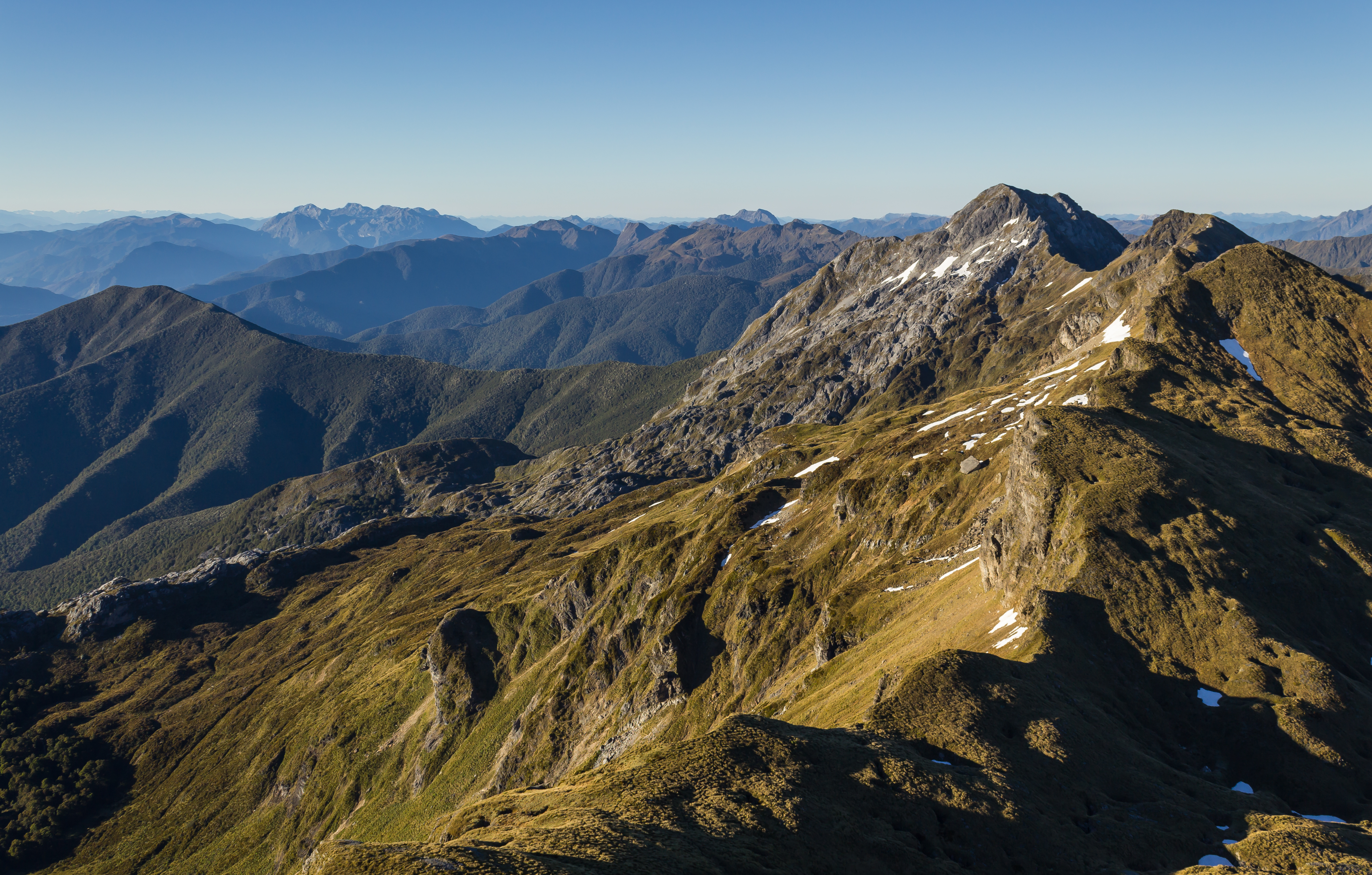
Mount Arthur

Mount Arthur ist ein 1.795 m hoher Berg in Neuseeland. In seinem Einzugsgebiet befinden sich die beiden in Verbindung stehenden Höhlensysteme Nettlebed Cave und Stormy Pot. Sie gelten zusammen mit 1.174 m Tiefe als das tiefste Höhlensystem Neuseelands und der südlichen Hemisphäre.

## Geografie
Der Berg befindet sich rund 50 km westlich von Nelson in der Wharepapa / Arthur Range im nordwestlichen Teil der Südinsel von Neuseeland. Er liegt damit am östlichen Rand des Kahurangi National Parks.

## Geologie
Die Region rund um den Mount Arthur und die Wharepapa / Arthur Range stammen aus der Zeit des Paläozoikums. Die Bergkette bildete sich aus einer nordöstlich verlaufenden Verwerfung und dessen Gestein entstand aus versteinerten Sedimenten. Innerhalb der Gesteinsschichten befinden sich Kalksteinschichten, die als Arthur Marble (Arthur Marmor) bezeichnet werden. In diesen Schichten haben sich durch Auswaschungen mehrere Höhlensysteme gebildet, die zu den tiefsten und längsten Höhlensystem Neuseelands zählen, wie zum Beispiel die Nettlebed Cave zusammen mit Stormy Pot, dem Ellis Basin System und sieben weitere weniger bedeutende Systeme.